# Tíkhonivka
Tíkhonivka (en (ucraïnès): Тихонівка, en rus: Тихоновка) és un poble de la República Autònoma de Crimea, a Ucraïna, que el 2014 tenia 201 habitants. Pertany al districte rural de Pervomàiske.